# Nam Phúc Thăng
Nam Phúc Thăng là một xã thuộc huyện Cẩm Xuyên, tỉnh Hà Tĩnh, Việt Nam.

## Địa lý
Xã Nam Phúc Thăng nằm ở phía bắc huyện Cẩm Xuyên, có vị trí địa lý:
- Phía đông giáp thị trấn Thiên Cầm và xã Cẩm Dương
- Phía tây giáp thị trấn Cẩm Xuyên
- Phía nam giáp xã Cẩm Hà
- Phía bắc giáp xã Yên Hòa.

Xã Nam Phúc Thăng có diện tích 23,27 km², dân số năm 2018 là 11.797 người, mật độ dân số đạt 507 người/km².

## Lịch sử
Trước khi sáp nhập, xã Cẩm Nam có diện tích 8,63 km², dân số là 3.713 người, mật độ dân số đạt 430 người/km², gồm 10 thôn: Nam Tiến, Tây Nguyên, Trung Thành, Đông Yên, Nam Yên, Đông Khê, Nam Thành, Hà Bắc, Bình Bá, Tây Đồng. Xã Cẩm Phúc có diện tích 7,80 km², dân số là 4.158 người, mật độ dân số đạt 533 người/km², có 14 thôn. Xã Cẩm Thăng có diện tích 6,84 km², dân số là 3.926 người, mật độ dân số đạt 574 người/km².
Ngày 21 tháng 11 năm 2019, Ủy ban Thường vụ Quốc hội ban hành Nghị quyết số 819/NQ-UBTVQH14 về việc sắp xếp các đơn vị hành chính cấp xã thuộc tỉnh Hà Tĩnh (nghị quyết có hiệu lực từ ngày 1 tháng 1 năm 2020). Theo đó, sáp nhập toàn bộ diện tích và dân số của ba xã: Cẩm Nam, Cẩm Phúc, Cẩm Thăng thành xã Nam Phúc Thăng.
Ngày 16 tháng 12 năm 2021, HĐND tỉnh Hà Tĩnh ban hành Nghị quyết số 58/NQ-HĐND về việc:
- Đổi tên Thôn 1 thành thôn Phúc Tiến.
- Đổi tên Thôn 4 thành thôn Phúc Thịnh.
- Đổi tên Thôn 5 thành thôn Hưng Quang.
- Đổi tên Thôn 3A thành thôn Trung Tiến.
- Đổi tên Thôn 4A thành thôn Trường Yên.
- Đổi tên Thôn 5A thành thôn Phong Hầu.
- Đổi tên Thôn 6A thành thôn Đông Cao.
- Đổi tên Thôn 7A thành thôn Đông Đoài.
- Thành lập thôn Hưng Lộc trên cơ sở thôn Tiến Hưng và thôn Nam Thành.
- Thành lập thôn Hà Phúc Đồng trên cơ sở thôn Hà Bắc và thôn Tây Đồng.
- Thành lập thôn Trung Đông trên cơ sở thôn Trung Bình Bá và thôn Đông Khê.
- Thành lập thôn Phúc Trung trên cơ sở Thôn 2 và Thôn 3.
- Thành lập thôn Vĩnh Phúc trên cơ sở Thôn 6 và Thôn 7.
- Thành lập thôn Tân Trường trên cơ sở Thôn 1A và Thôn 2A.

## Văn hóa

### Di tích
- Đền Trần Muông (di tích văn hóa cấp tỉnh từ năm 2003)
- Đền Lộ Khê (di tích văn hóa cấp tỉnh từ năm 2001)
- Kênh Nhà Lê nối từ  kinh đô Hoa Lư đến Đèo Ngang đi qua, là tuyến đường thủy đầu tiên trong lịch sử Việt Nam và được coi là tuyến đường Hồ Chí Minh trên sông vì những đóng góp cho các cuộc chiến tranh của người Việt.
- Chùa Hàm Long Tự
- Đình chợ Gon
- Nhà thờ Đuồi
- Đền Cương Khấu Đại vương, thôn Tây Nguyên
- Đền Đương Cảnh Thành hoàng, thôn Trung Thành
- Đền Quan Thái giám, thôn Đông Yên
- Đền Quan Quản, thôn Nam Yên
- Đền Dương Dừ, thôn Đông Khê.

### Làng nghề
- Nghề làm muối ở làng Cồn Cao
- Nghề làm nón ở làng Đuồi.